# ایمی مکدونالد
امی مکدونالد (به انگلیسی: Amy Macdonald) (متولد ۲۵ اوت ۱۹۸۷ بیشاپ بریگز، اسکاتلند) خواننده و ترانه‌سرای اسکاتلندی می‌باشد.
اولین آلبوم او، این زندگی است، در ۳۰ ژوئیه ۲۰۰۷ منتشر شد، این اثر بیش از ۳ میلیون کپی فروخت. اولین تک آهنگ او شاهزادهٔ سمیدر ۲۷ می ۲۰۰۷ انتشار یافت. تک‌آهنگ دیگر منتشر شده از این زندگی است آقای راک اند رول و عنوان آلبوم، نیز موفق، به رسیدن به جدول ۴۰ آهنگ برتر انگلستان شدند. این آهنگ‌ها همچنین در نقاط مختلف اروپا به خصوص آلمان بسیار محبوبیت یافتند. دو آهنگ ال. ای و بدودر انگلستان در جدول محبوب‌ترین‌ها قرار نگرفتند ولی در دیگر نقاط اروپا جز پرفروشترین‌ها بودند.
آلبوم استودیویی دوم مکدونالد، یک چیز عجیب ، در مارس ۲۰۱۰ به بازار عرضه شد. تک‌آهنگ اصلی آلبوم به من نگو که همه چیز تمام شد، در بریتانیا به فروشی متوسط دست‌یافت، به طوری که در جدول آهنگ‌های محبوب در مکان ۴۸ام قرار گرفت. در دیگر کشورهای اروپا این آهنگ رتبه دست پیدا کرد:آلمان ۶ و بلژیک ۲. تک آهنک دوم، جرقه در بریتانیا ناموفق بود، اما در بقیه اروپا پرفروش. این چهره زیبا سومین تک‌آهنگ از این آلبوم بود که در بریتانیا رتبه ۱۳۸ و در آلمان رتبه ۴۹ دست پیدا کرد. عشق عشق، چهارمین و آخرین تک‌آهنگ از این آلبوم در رده‌بندی پرفروش‌ترین آهنگ‌ها ۱۸۱ام شد.

## آغاز زندگی
مکدونالد در دبیرستان بیشاپ‌بریگز درس خوانده‌است. او موسیقی‌دانی خود آموخته‌است، او در کودکی با گیتار پدرش شروع به نواختن موسیقی کرد، شرکت او در کنسرت تی در پارک فستیوال تراویس در سال ۲۰۰۰ تأثیر زیادی بر این روند گذاشت. وقتی که او آهنگ بازگشت تراویس را شنید و خواست آن را خود اجرا کند.
او کار خود را با نواختن در کافه‌ها و میخانه‌های گلاسگو در ۱۵ سالگی آغاز کرد، که از این کافه‌ها می‌توان برانزویک سلار در ساچی‌هال استریت نام برد.

## موسیقی

### این زندگی است (۲۰۰۷–۲۰۰۹)

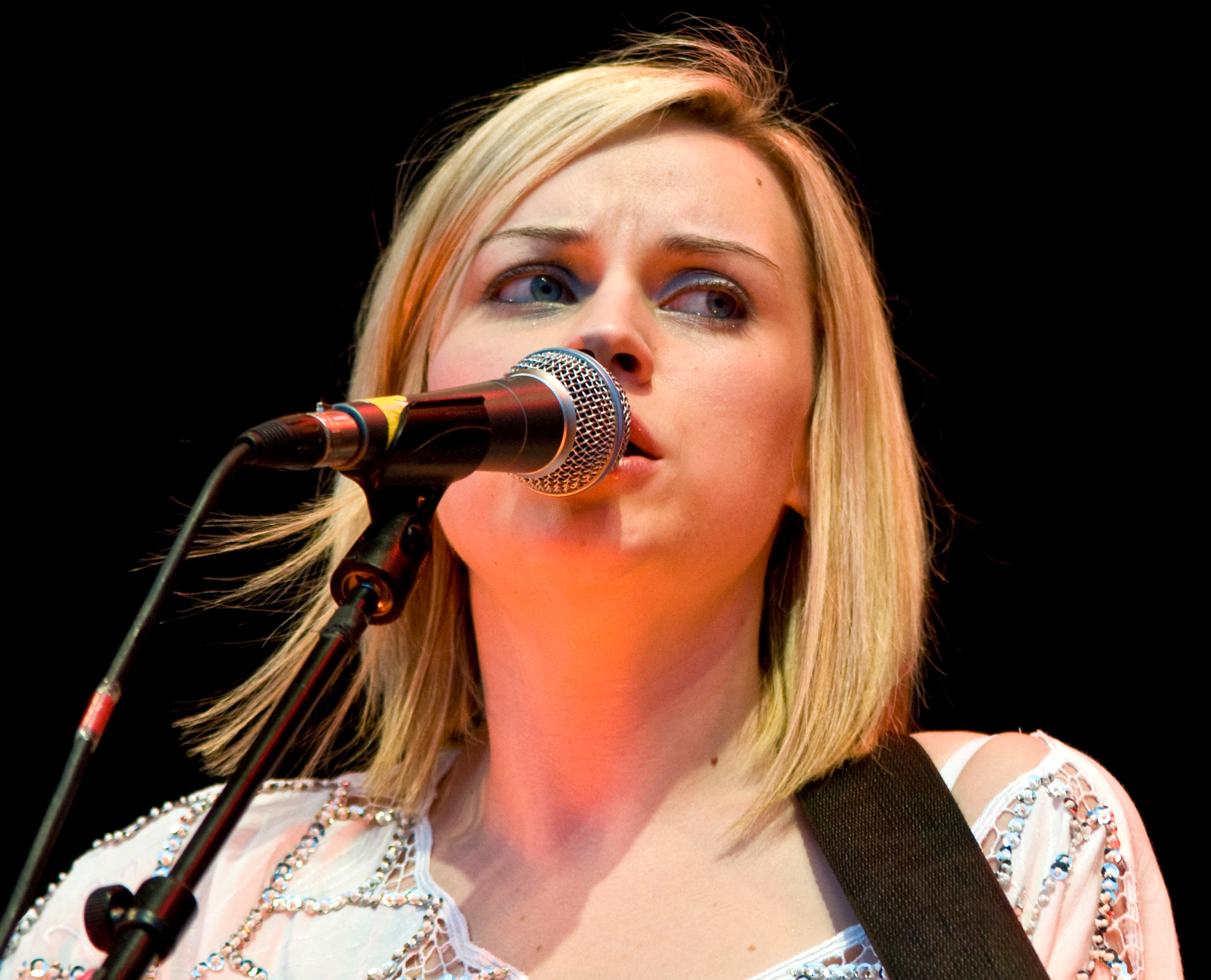
امی مکدونالد، ۲۰۰۹

در سال ۲۰۰۷، مکدونالد اولین آلبوم خود به عنوان این زندگی است را انتشار داد. این آلبوم ۳ میلیون نسخه فروش داشت و در بریتانیا، هلند، سوئیس و دانمارک به رتبه یک دست یافت. اولین تک‌آهنگ از این آلبوم با نام شاهزاده سمی، به صورت محدود منتشر شده بود. دومین تک‌آهنگ، آقای راک و رول، اولین آهنگ مک دونالد بود که در لیست ۴۰ آهنگ برتر با رتبه ۱۲ قرار گرفت. با این حال آهنگ ال. ای، ناموفق بود و در مکان ۴۸ در بریتانیا قرار گرفت، البته در اسکاتلند ۵ام شد.
چهارمین و موفق‌ترین تک‌آهنگ، این زندگی است در بریتانیا ۲۸ام شد ولی در ۵ کشور اروپایی رتبه اول را ازآن خود کرد. این تک‌آهنگ به رتبه پلاتنیوم در آلمان و بلژیک و رتبه طلایی در اسپانیا و سوئیس دست پیدا کرد. پنجمین تک‌آهنگ، بدو، برای مکدونالد جز ناموفق‌ترین ترانه‌ها بود به طوری که در بریتانیا رتبه ۷۵ را کسب کرد. با این حال، این ترانه در آلمان ۳۶ام شد. ششم و آخرین تک‌آهنگ از این آلبوم، عرضه دوباره شاهزاده سمی بود که پایین رتبه در جدول پرفروش‌ترین‌ها در بریتانیا را برای او ایجاد کرد:۱۴۸
آهنگ «جوانان امروز» از این آلبوم به عنوان اولین تک‌اهنگ برای برنامهٔ ببو/آیتونز، تک‌آهنگ رایگان هفته انتخاب شد.
او در برنامه‌ها و مراسم مختلف تر برتانیا و خارج بریتانیا به اجرای موسیقی به عنوان میهمان پرداخت. از آن‌ها می‌توان به برنامهٔ جدول آهنگ‌ها، لوز ویمن، پروژه شب جمعه، تاراتاتا (فرانسه) و این صبح اشاره کرد. او برندهٔ جایزهٔ بهترین تازه‌وارد در جوایز سیلور کلف شد.

### یک چیز عجیب (۲۰۱۰-اکنون)
او در دوران استراحت پس از پایان تورهای آلبوم اول خودش در بهار ۲۰۰۹ شروع به توشتن آهنگ‌های این آلبوم کرد. برای اولین او برای نوشتن آهنگ‌های این آلبوم به خواندن دفترهای خاطرات قدیمی و نوشته‌های خود رجوع کرد. این با آلبوم قبلی که از آهنگ‌های فوری ایجاد شده متفاوت بود. بسیاری از آهنگ‌های زندگی واقعی شخصیت‌ها و وقایع از زندگی روزمره خود او الهام گرفته بودند. برخلاف باور عموم، او جرقه را برای قتل کودک نوپا جیمز بارگلر، پس از تماشای برنامه‌های تلویزیونی دربارهٔ قتل او ننوشته است. خوشبختی برای من چه ارزشی دارد، تقدیم شده به نامزد فوتبالیستش استیو لاول، در حالی که آهنگ یک زندگی معمولی بر اساس زندگی یک ستاره هالیودی متولد اسکاتلند، جرارد باتلر نوشته شده‌است. همچنین آهنگی در مورد مایکل جکسون وجود داردکه او به پدربزرگ و مادربزرگ درگذشته است تقدیم کرده‌است. این آهنگ در استودیوهای ولر بلک‌بارن در سوری ضبط شده‌اند.
مکدونالد در سال ۲۰۰۹ شروع کرد روی آلبوم دوم خود کار کند. آلبوم دوم، با عنوان یک چیز عجیب، در تاریخ ۸ مارس منتشر شد.
انتشار این آلبوم پس از انتشار اولین تک‌آهنگ از این آلبوم به من نگو که همه چیز تمام شد در ۱ مارس ۲۰۱۰ همراه بود. این آهنگ در ۱۱ ژانویه در رادیوهای بریتانیا برای اولین بار پخش شد. امی در همان روز در رادیو ۲ بی‌بی‌سی در جنگ سیمون مایو این آهنگ را به صورت زنده اجرا کرد. به من نگو که همه چی تمام شد، در رادیوهای سوئیس، آلمان و فرانسه نیز پخش شده‌است. تک‌آهنگ دوم از این آلبوم با نام جرقه برای دریافت دیجیتالی در ۱۰ مه ۲۰۱۰ در دسترس عموم قرار گرفت. مک دونالد همچنین تأیید کرد که او این آلبوم را در توری در بریتانیا و دیگر نقاط اروپا اجرا خواهد کرد.
سومین تک‌آهنگ از آلبوم با نام این چهره زیبا در ۱۹ ژوئیه ۲۰۱۰ منتشر شد. همچنین، مکدونالد اعلام کرد که در توری با نام عشق عشق شرکت خواهد کرد.

## سبک موسیقی

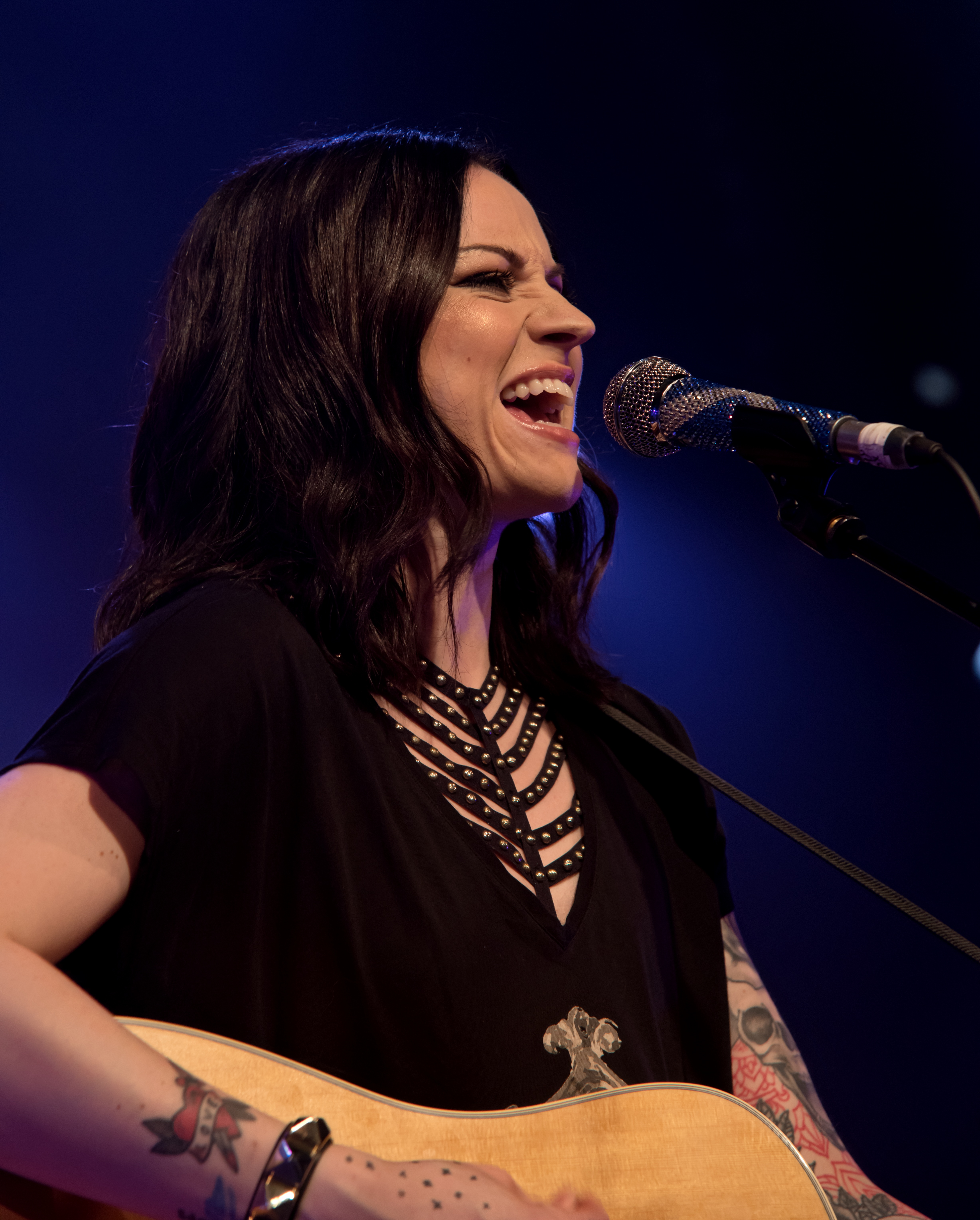
امی مکدونالد

منتقدان صدای مکدونالد را ملایم ولی پرنفوذ می‌دانند. با وجود ریشه‌های اسکاتلندی او، صدای آوازش را تا قمستی ایرلندی در نظر می‌گیرند. محدوده صوتی او بم‌ترین صدای زنانه است.
مکدونالد، از تراویس به عنوان تأثیرگذارترین افراد در زندگی هنری خود یاد می‌کند. اوهمچنین از د کیلرز و د لیبرتینزتأثیر پذیرفته‌است.

## زندگی شخصی
او در سال ۲۰۰۸ با بازیکن فوتبال استیو لوول نامزد شده‌است.

## جوایز
او برنده جایزه بهترین تازه‌وارد در جوایز تارتان کلف اواردز و سیلور کلف اواردز شده‌است.
مکدونالد در جوایز اکو در آلمان سال ۲۰۰۹، در کنار گروه یوتو به هنرنمایی پرداخت. از آنجایی که او جایزهٔ برترین تازه‌وارد بین‌المللی را برنده شده بود. او همچنین موفق به کسب جوایز بهترین آلبوم بین‌المللی و بهترین ترانه بین‌المللی در موسیقی سوئیس در سال ۲۰۰۹ شد.
در دسامبر ۲۰۰۹ مکدونالد به عنوان فرد اسکاتلندی سال توسط روزنامهٔ دیلی ریکورد انتخاب شد.
| سال  | جایزه              | رده                       | نتیجه |
| ---- | ------------------ | ------------------------- | ----- |
| ۲۰۰۹ | جوایز موسیقی سوئیس | بهترین آلبوم بین‌المللی    | برنده |
| ۲۰۰۹ | جوایز موسیقی سوئیس | بهترین آهنگ بین‌المللی     | برنده |
| ۲۰۰۹ | جوایز اکو          | بهترین تازه‌وارد بین‌المللی | برنده |
| ۲۰۰۸ | دیلی ریکورد        | فرد سال اسکاتلند          | برنده |
| ۲۰۰۷ | جایزه کلف نقره‌ای   | بهترین تازه‌وارد           | برنده |

## آلبوم‌ها

### آلبوم استودیویی
- ۲۰۰۷: این زندگی است[واژه‌نامه ۲]
- ۲۰۱۰: یک چیز عجیب
- 2011: Life in a Beautiful Light
- 2016: Under Stars

### نمایش‌های اضافی
- ۲۰۰۷: امی مکدونالد
- ۲۰۰۷: زنده از گلاسگو
- ۲۰۰۸: این زندگی است:نسخه دلوکس

## واژه‌نامه
1. ↑  Vertigo
2. 1 2 3 4 5  This Is the Life
3. 1 2 3  Poison Prince
4. 1 2  Mr Rock & Roll
5. 1 2  L.A
6. 1 2  Run
7. 1 2  A Curious Thing
8. 1 2 3  Don't Tell Me That It's Over
9. 1 2 3  Spark
10. 1 2  This Pretty Face
11. 1 2  Love Love
12. ↑  T in the Park Festival
13. ↑  Brunswick Cellars
14. ↑  Sauchiehall Street
15. ↑  Youth of Today
16. ↑  The Album Chart Show
17. ↑  Loose Women
18. ↑  Friday Night Project
19. ↑  Taratata
20. ↑  This Morning
21. ↑  What Happiness Means To Me
22. ↑  An Ordinary Life
23. 1 2  Daily Record

## پیوندهای دیگر
- سایت رسمی امی مکدونالد
- صفحات مک دونالد در:یوتیوب (مای اسپیس ببو آیلایک فیسبوک)

- Amy MacDonald video interview at Hydro Connect Festival August 2008
- T In The Park 2007 بایگانی‌شده  در ۲۷ سپتامبر ۲۰۰۷ توسط Wayback Machine Interview at STV
- "This Is the Life" Review at Insider Guides بایگانی‌شده  در ۱۳ مه ۲۰۰۸ توسط Wayback Machine
- Amy Macdonald Tour Review
- Interview with manager Pete Wilkinson about Macdonald's discovery and development, HitQuarters June 2009